# Veigadecabo
Veigadecabo es un lugar situado en la parroquia de El Barco, del municipio de El Barco de Valdeorras, en la provincia de Orense, Galicia, España.